# Laze, Velenje
Laze este o localitate din comuna Velenje, Slovenia, cu o populație de 422 de locuitori.